# Tênis nos Jogos Olímpicos de Verão de 1984
O tênis foi incluído ao programa dos Jogos Olímpicos de Verão de 1984 em Los Angeles, como demonstração, assim como o fora na Olimpíada de 1968. Oficialmente, não era disputado nos Jogos Olímpicos desde a Olimpíada de 1924. 
As duas modalidades (simples masculina e feminina) contou com 32 jogadores cada e foram realizadas no Los Angeles Tennis Center da Universidade da Califórnia em Los Angeles (UCLA). 

## Eventos do tênis
Masculino: Simples

Feminino: Simples

## Masculino

### Simples masculino
| Pos. | País                 | Atletas          |
| ---- | -------------------- | ---------------- |
| 1    | Suécia (SWE)         | Stefan Edberg    |
| 2    | México (MEX)         | Francisco Maciel |
| 3    | Estados Unidos (USA) | Jimmy Arias      |
| 3    | Itália (ITA)         | Paolo Canè       |

## Feminino

### Simples feminino
| Pos. | País                     | Atletas           |
| ---- | ------------------------ | ----------------- |
| 1    | Alemanha Ocidental (FRG) | Steffi Graf       |
| 2    | Iugoslávia (YUG)         | Sabrina Goles     |
| 3    | Itália (ITA)             | Raffaella Reggi   |
| 3    | França (FRA)             | Catherine Tanvier |